# Oculina varicosa
Oculina varicosa là một loài san hô trong họ Oculinidae. Loài này được Lesueur mô tả khoa học năm 1821.